# Alan y Fabián
Alan y Fabián (nacidos en Guadalajara, Jalisco) es un dueto musical de género Regional Méxicano, Synth Pop, Pop. Integrado por los hermanos Alan Ismael González Quezada y Fabián González Quezada, la agrupación se ha consolidado como una de las propuestas emergentes más prometedoras e innovadoras del género fusionando sintetizadores dentro del estilo del Regional Mexicano, marcando un nuevo sonido y estilo musical. Desde su profesionalización en 2020, han lanzado un álbum de estudio y 10 videoclips, logrando una destacada presencia en eventos y medios de comunicación en México.

## Reseña biográfica
Alan y Fabián desarrollaron su pasión por la música desde temprana edad, comenzaron con clases de piano a los 7 años, después estudiaron guitarra y canto y en la adolescencia comenzaron sus estudios formales musicales con diferentes maestros estudiando Contrapunto y Armonía. Influenciados por el género regional mexicano y rodeados de él por su entorno familiar integrado por músicos, fue como comenzaron a impregnarse de los géneros contemporáneos de su época. En 2023, decidieron formalizar su carrera musical y comenzar la producción de temas originales. Su primera producción discográfica les permitió obtener reconocimiento en la escena local, captando la atención de importantes medios y eventos.
El dúo ha participado en diversos eventos de gran relevancia en Jalisco, destacando:
- Fiestas de Octubre 2023: Uno de los festivales más importantes de la región, donde recibieron una respuesta entusiasta del público.[2]
- Estadio Panamericano de los Charros: Se presentaron en cinco fechas exitosas ante miles de asistentes.[3]
- Expo Guadalajara: Actuaron ante más de 22,000 personas.
- PALCCO: Importante foro cultural donde han mostrado su talento.
- Feria del Vergel en Atotonilco el Alto, Plaza de las Américas, Plaza de Armas y Arcos de Zapopan: Lugares clave en los que han llevado su música al público jalisciense.[4]
- Estudio Diana: Próximo concierto en uno de los más emblemáticos espacios de fomento a grupos emergentes de Jalisco. [5]

Además, Alan y Fabián han realizado una gira por 10 colonias de Guadalajara, participaron en el festival navideño "Ilusionante" del gobierno estatal y ofrecieron presentaciones en municipios de Jalisco. Su acercamiento a las nuevas generaciones los ha llevado a realizar una gira en 30 preparatorias y 45 secundarias, fortaleciendo su conexión con el público juvenil.

### Presencia en medios
La música del dúo ha sido promovida en La KeBuena, una de las estaciones de radio más influyentes en México, donde no solo han sido parte de la programación regular, sino que también han contado con transmisiones en vivo de sus presentaciones. Además, han sido reconocidos como embajadores de la marca "Ciudad Guadalajara, Guadalajara", representando el talento joven y la riqueza cultural de su región. 

## Discografía
- Apreté Mis Puños (2023)